# Ukrajinská pomocná policie
Ukrajinská pomocná policie (ukrajinsky Українська допоміжна поліція, německy Ukrainische Hilfspolizei, zkratka UPP) nebo také Ukrajinský schutzmannschaft byla paramilitární jednotka založená Němci, která působila na území Generálního gouvernementu pod hlavičkou policie od 17. prosince 1939 a na území okupované Ukrajiny již pod názvem Schutzmannschaft od 27. července 1941 (poloviny srpna 1941). 

## Vznik

### Organizace

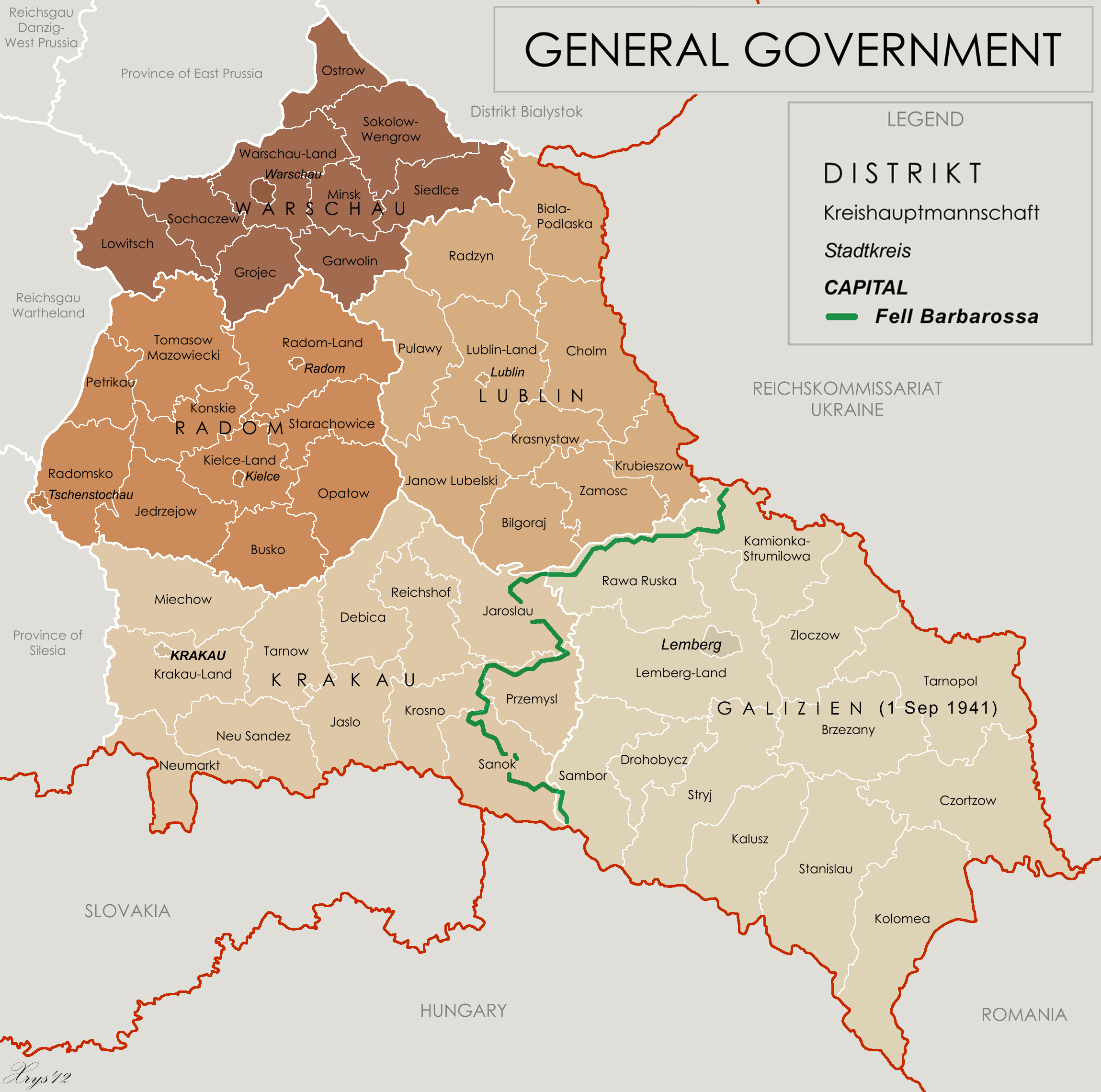
Mapa administrativních oblastí Generálního gouvernementu

Ukrajinská policie byla organizačně rozdělena na více částí, a to na mobilní jednotky Schutzmannschaft rozdělené do praporů, které se podílely na represivních akcích, a dále na místní policejní jednotky, které byly nazývány ukrajinskou policií a působily převážně Distrikt Galizien. Tyto jednotky nebyly mezi sebou propojeny a nepodléhaly stejnému velení. Ukrajinské policejní jednotky existovaly i ve velkých městech. Městská policie byla v každém městě podřízena veliteli Schutzpolizei. Policie působící v okolních oblastech a předměstích byla podřízena veliteli místního četnictva. Schutzpolizei i četnictvo byly podřízeny veliteli pořádkové policie. Další částí policie byla speciální složka pro požární ochranu.

### Generální gouvernement
Po okupaci Polska Německem dne 17. prosince 1939 na příkaz generálního guvernéra Hanse Franka k zajištění pořádku na Němci okupovaných územích byly vytvořeny policejní útvary z místních obyvatel. Vznikla tak polská policie přezdívaná granátová podle barvy stejnokroje a ukrajinská policie. Finanční zajištění fungování policie měly na starosti místní samosprávy, ale útvary podléhaly místně příslušné německé pořádkové policii (německy Ordnungspolizei).
Pro výcvik ukrajinských policistů byla v Zakopaném v prosinci 1939 vytvořena policejní škola (akademie) pod vedením SS Hauptsturmführera Hanse Krugera. Do poloviny roku 1940 byly podobné akademie vytvořeny ve městech Krakov a Chelm. Absolventi těchto škol následně pomáhali vytvářet oddíly ukrajinské pomocné policie po napadení SSSR Německem na nově okupovaných územích, zejména na západní Ukrajině.

### Říšský komisariát Ukrajina

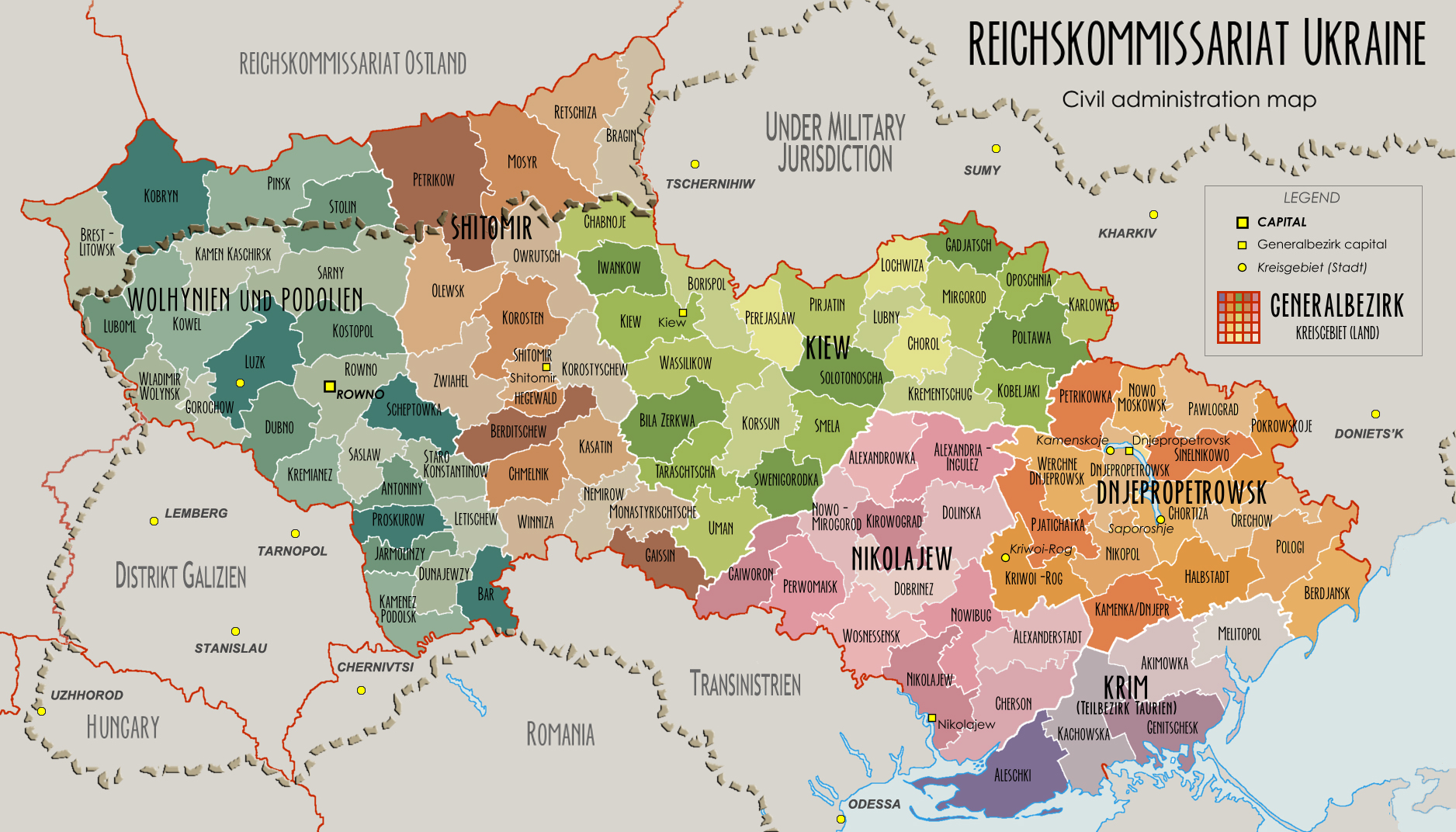
Administrativní mapa Říšského komisariátu Ukrajina v září 1943. Na mapě jsou vyznačeny hranice Ukrajiny pro porovnání.

UPP vznikla 27. července 1941 (podle jiných zdrojů v polovině srpna 1941) na příkaz Heinricha Himmlera. Zpočátku byla podřízena pořádkové policii na území Generálního gouvernementu. Území policejní odpovědnosti UPP v rámci Říšského komisariátu Ukrajina bylo ustaveno 20. srpna 1941.
Dne 27. července 1941 podepsal náčelník Hlavního ředitelství pořádkové policie Kurt Daluge v Krakově dekret o vytvoření policejních jednotek na územích obsazených německými jednotkami během operace Barbarossa. Významnější jednotkou byla posádka místní policie ve Lvově vedená majorem Vladimírem Pitulejem, kde také fungovala policejní škola pro výcvik budoucích policistů. Policejní jednotky měly za úkol udržovat pořádek, zatýkat marodéry a obecně bojovat s trestnými činy. Pod velením Pituleje zpočátku sloužilo 415 policistů a 10 vyšších důstojníků. Policisté plnili v rámci své každodenní činnosti typické úkoly hlídkové policie jako je hlídková služba v ulicích, regulace dopravy, provádění zatčení osob a jejich předání dalším složkám německých bezpečnostních složek. Mezi úkoly policie také patřil boj s černým trhem.
Do řad ukrajinské pomocné policie vstupovali dobrovolníci z řad OUN z milicí vzniklých v červnu 1941. Postupně policie na území Říšského komisariátu Ukrajina dosáhla počtu více než 35 000 osob rozčleněných do praporů podle místní příslušnosti. Typickým jevem bylo to, že veliteli jednotlivých praporů byli obvykle Volksdeutsche narození na Ukrajině. Významná část příslušníků ukrajinské policie od roku 1939 pracovala v sovětské milici po připojení západní Ukrajiny a části Běloruska k SSSR. Etnické složení příslušníků pomocné policie tak odráželo demografickou situaci na území Ukrajinské SSR. Do řad policie také vstupovali bývalí sovětští vojáci, kteří se stali válečnými zajatci. Taktické velení nad ukrajinskou pomocnou policií měla německá policie, případně SD a vojenská správa u frontových oblastí.  

## Válečné zločiny

### Útoky na Židy
Na západní Ukrajině se v létě 1941 spustila vlna pogromů, kterých se příslušníci těchto útvarů aktivně zúčastnili. V důsledku toho zahynulo 28 000 Židů. Jednotky UPP se aktivně zapojily do pronásledování Židů a pomáhaly při etnických čistkách území. UPP se podílela na evidenci Židů žijících v říšském komisariátu, prováděla represivní operace, střežila ghetta, eskortovala vězně na popraviště a potlačovala odpor. V Krivém Rogu na podzim 1941 hrála ukrajinská policie aktivní roli při vyhlazování Židů.  V září 1941 v Umani zastřelila ukrajinská pomocná policie pod vedením německých velitelů přibližně 6 000 Židů. V Radomyšli bylo pod vedením Einsatzgruppe a ukrajinské policie zabito 1 668 Židů. Ve dnech 6. až 7. listopadu v Rovně jednotky SS s pomocí ukrajinské policie vyhladily 15 tisíc Židů.
| „                                         | Hlavní základnou OUN byl tehdy Generální gouvernement ... (Tam) se postupně utvářela ukrajinská milice, připravovaly se seznamy podezřelých osob, mezi kterými byli také Židé. Tyto seznamy byly později použity ukrajinskými nacionalisty při likvidaci Židů. | “ |
| — Alexandr Solženicyn Dvě stě let pospolu | |   |

Ve Volyni bylo na podzim 1941 vyhlazeno 30 000 Židů, na kterém se podílela i UPP.  Dne 5. října 1942 Němci spolu s příslušníky UPP zastřelili v Dubně 5 tisíc Židů. Na západní Ukrajině bylo nejvíce Židů zabito během druhé vlny čistek po likvidaci ghett na konci roku 1942. Hlavní údernou silou čistek byla UPP, která se podílela jak na popravách, tak na vyhledávání uprchlých Židů.

### Útoky na Poláky
13. listopadu 1942 UPP v Obórkach, název vesnice nacházející se na území předválečného Volyňského vojvodství, zastřelila 33 osob (32 Poláků a 1 Žida) za podezření ze spolupráce se sovětskými partyzány. 16. prosince 1942 další oddíl policistů vedený Němci zabil 360 Poláků ve vesnici Jezerce.
Na přelomu února a března 1944 zatkla policie ve Lvově mnoho mladých Poláků, z nichž většina byla později zabita a jejich doklady byly ukradeny. Zemská armáda pak podnikla protiakci, při které bylo zabito 11 příslušníků UPP. Útoky na Poláky ve Lvově poté ustaly.

## UPP a OUN
Představitelé OUN na začátku války předpokládali, že z milicí bude za pomoci Němců organizována vojenská síla, která se stane mocenskou oporou nového ukrajinského státu a v budoucnu se stane páteří jeho ozbrojených sil. Němci však s tímto plánem nesouhlasili a tyto milice přeorganizovali na UPP. Značný počet vůdčích osobností z OUN, ale i řadových členů, byl z UPP odstraněn. Navzdory snaze německé bezpečnosti byly útvary UPP pod vlivem OUN. 
UPP trpěla silnými dezercemi, kdy po deziluzi ze spojenectví s Němci prchalo mnoho jejích příslušníků do řad UPA. Na jaře 1943 došlo ve Volyni k hromadné dezerci ukrajinských policistů, po které následoval přechod do řad Ukrajinské povstalecké armády. Přechod policistů k UPA údajně vyvolala hrozba zatčení ze strany gestapa hrozící některým důstojníkům. Další verze událostí mluví o provokaci sovětské vojenské rozvědky. Začátkem března 1943 policisté dezertovali jak z malých policejních stanic, tak i z těch ve velkých městech. Záminkou k dezerci byly útoky UPA na stanice. 
Celkem se na jaře 1943 stalo partyzány UPA 4 až 6 tisíc policistů, viz níže uvedené typické příklady:
- Příslušníci UPP dne 9. března 1943 ve spolupráci s UPA zabili 10 Němců a přešli na stranu OUN.
- Dne 18. března 1943 ukrajinská policie zabila velitele a uprchla z policejní stanice ve vesnici Borjemel (ukrajinsky Боремель, Rovenská oblast).
- V noci na 20. března (nebo 22. března) 1943 dezertoval z Lucku prapor hospodářské policie v počtu 320 lidí. Spolu s nimi přešly bezpečnostní složky a okresní policie (asi 200 osob). Dezertéři osvobodili z tábora nucených prací asi 40 vězňů. Z přeběhlíků pak vznikla partyzánská jednotka (ukrajinsky ку́рінь) UPA.
- Němci vyslali k pronásledování partyzánů 103. policejní prapor v počtu asi 220 osob. Ihned po opuštění města policie dezertovala a vytvořila partyzánskou jednotku UPA.
- Dne 6. dubna 1943 došlo v Kovelu ke vzpouře ukrajinské policie. Podle sovětských partyzánů UPP zabila 18 Němců, propustila zatčené z vězení a rozpustila tábor nucených prací.

Pokusy o zběhnutí nebyly vždy úspěšné. Ve městě Zdolbuniv se Němcům podařilo útěku policistů zabránit. Poté, co odmítli uposlechnout rozkaz, je Němci odzbrojili, 12 policistů zastřelili a zbytek odeslali do Německa. Vlna zběhnutí na jaře 1943 byla důsledkem rozčarování z německé okupační politiky. Podobným procesem prošla i Běloruská pomocná policie. Paradoxním znamením doby bylo to, že příslušníci UPP, kteří bojovali a zabíjeli příslušníky OUN zatčené gestapem, končili v řadách svých bývalých nepřátel.

## Prapory UPP
Bezpečnostní prapory Schutzmanschaft tvořily pouze asi třetinu celkové policejní síly. Policie používala černé stejnokroje všeobecných SS převzaté z předválečných německých skladů, které Němci nepoužívali. Z černé uniformy byly odstraněny všechny insignie a předány UPP k připevnění vlastních insignií. Mobilní jednotky měly šedé polní stejnokroje. Problémy se zajištěním stejnokrojů byly až do konce roku 1942. 
Podle plánu měl mít každý prapor sílu asi 500 mužů, rozdělených do tří rot po 140 až 150 mužích a jednotek velitelství po asi 50 mužích. Policistům byly vydávány německé i sovětské ukořistěné zbraně (pušky a pistole). Většina praporů měla svá vlastní čísla a rozlišovací znaky pro snadnější identifikaci. Prapory operující na jihu Ruska a Ukrajiny měly čísla od 101. do 200., ve středním Rusku a Bělorusku měly čísla od 51. do 100. Výjimku představovaly prapory s číslem přes 200., které byly zformovány pro specifické úkoly. 
Říšský komisariát Ukrajina v sobě zahrnoval oblasti obývané mnoha národy, proto prapory UPP nemusí být nutně složeny jen z Ukrajinců.

### Prapory umístěné ve středním Rusku a Bělorusku
| Č.  | Název                                             | Informace |
| --- | ------------------------------------------------- | --- |
| 51. | Schutzmannschaft Bataillon 51 (ukrainische)       | Rozpuštěn v květnu 1943. |
| 53. | Schutzmannschafts Bataillon 53 (ukrainische)      | Zformován v srpnu 1942 v Mogilevu z etnických Ukrajinců. Personál čítal 331 lidí, včetně 12 německých důstojníků. Hlavním úkolem byla ostraha vojenských objektů. Dne 11. února 1943 jeho příslušníci ve spolupráci se sovětskými partyzány pobili své německé důstojníky a přešli na sovětskou stranu. |
| 54. | Schutzmannschafts Bataillon 54 (ukrainische)      | Zformován v září 1942. |
| 55. | Schutzmannschafts Bataillon 55 (ukrainische)      | Zformován v srpnu 1942. |
| 57. | Schutzmannschaft Wacht Bataillon 57 (ukrainische) | Zformován počátkem roku 1942 v Bělorusku velitelem Hansem Sieglingem. Jeho úkolem byl boj proti partyzánům, při kterém se dopustil mnohých válečných zločinů. Prapor tvořilo 80 Němců a 300 až 400 Ukrajinců, Rusů a Bělorusů. Velitelský kádr tvořili Němci. Kromě dvou rot měla jednotka jízdní divizi a obrněnou průzkumnou četu tvořenou ukořistěnými ruskými tanky. Účastnil se operace Hornung. V létě 1944 ustoupil do Německa a zbytek byl podřízen 30. granátnické divizi SS (2. ruské). |
| 61. | Schutzmannschaft Wacht Bataillon 61 (ukrainische) | V srpnu 1944 byl zařazen do 30. granátnické divize SS (1. běloruské). |
| 62. | Schutzmannschaft Wacht Bataillon 62 (ukrainische) | V srpnu 1944 byl zařazen do 30. granátnické divize SS (1. běloruské). |
| 63. | Schutzmannschaft Wacht Bataillon 63 (ukrainische) | V srpnu 1944 byl zařazen do 30. granátnické divize SS (1. běloruské). |

### Prapory umístěné v jižním Rusku a Ukrajině
Všechny prapory mají německý název Schutzmannschaft Bataillon XXX (ukrainische), kde XXX je číslo útvaru, proto v přehledové tabulce není uveden.
| Č.   | Informace |
| ---- | --- |
| 101. | Zformován v červenci 1942. |
| 102. | Zformován v červenci 1942. Prapor byl posádkou na Volyni. Po dezerci ukrajinských policistů v březnu 1943 byl doplněn o Poláky. |
| 103. | Zformován v červenci 1942. Prapor byl posádkou na Volyni. Dne 10. září 1942 se zúčastnil popravy 1 512 Židů z ghetta v Turijsku (ukrajinsky Турійськ). V březnu 1943 po napadení jednotkami UPA příslušníci praporu změnili stranu a přidali se k UPA. Podle některých zdrojů byl prapor v létě 1943 obnoven a opět zběhl. |
| 104. | Zformován v listopadu 1942. Počet osob v praporu byl asi 1 000 mužů. V jeho čele stál Bělorus a dále byl složen z 91,5 % Bělorusů a 8,5 % Ukrajinců. Prapor střežil zdymadla Dněpersko-bugského kanálu a bojoval s partyzány. Dne 8. února 1943 během kárné operace prapor zběhl a přidal se k sovětským partyzánům z brigády Čapajev. Zbytek praporu byl doplněn o další policisty a přemístěn do Drahičynu. V květnu 1943 jeho velká část zběhla k sovětským partyzánům. Poté byl prapor rozpuštěn. |
| 105. | Zformován v listopadu 1942. |
| 106. | Zformován v červenci 1942. |
| 107. | Zformován v listopadu 1942. Jednotku tvořilo 450 volyňských Poláků pod německým velením. Prapor se neúčastnil bojů na frontě, ale byl využíván především na Volyni a Podolí jako pomocná policie. V lednu 1944 personál zběhl po odzbrojení důstojníků a německých velitelů a stal se součástí 27. divize Zemské armády. |
| 108. | Zformován v únoru 1942 z dobrovolníků z řad sovětských válečných zajatců. Počáteční stav byl 500 osob. V prosinci 1942 měl prapor 688 osob a používal stejnokroje Litevské pomocné policie. V roce 1942 se účastnil poprav Židů, poté byl zapojen do protipartyzánských akcí. V březnu 1943 se velká část policistů vzbouřila a tři roty ze čtyř přešly na stranu sovětských partyzánů. V listopadu 1943 vstoupili vzbouření policisté do řad Rudé armády. Část policistů věrná Němcům byla zařazena do 110. praporu. |
| 109. | Vznikl v říjnu 1941 ve Vinici z místních dobrovolníků a sovětských válečných zajatců. V únoru 1942 se k praporu připojily dvě roty oddílu OUN(m). Prapor čítal asi 400 lidí. Operoval pod ukrajinskou vlajkou a policisté měli na stejnokrojích ukrajinské státní znaky. Na konci roku 1942 byla jednotka, nyní již v síle 631 mužů, přemístěna nejprve do Polesí a později do Běloruska. V dubnu 1943 byl prapor převezen do Vinici, kde byl doplněn o místní dobrovolníky. Střežil vnější strážní okruhu Hitlerova velitelství Vlčí doupě poblíž Vinnici. 21 příslušníků praporu včetně velitele a jeho zástupce byli vyznamenáni Medailí východních národů. V červnu 1943 byl prapor převelen do Žytomyru. V bitvách se sovětskými partyzány měl 20% ztráty. V červnu až červenci 1943 byl podruhé přemístěn do Běloruska, kde zůstal až do března 1944, poté byl přemístěn do Ternopilu. V březnu 1944 se asi 250 policistů rozhodlo přejít k UPA. Pobili zbytek jednotky, asi 200 osob. Zbývající policisté praporu přeživší útok svých spolubojovníků byli zařazeni do 33. policejního pluku SS. |
| 110. | Zformován v červenci 1942. |
| 111. | Zformován v červenci 1942. |
| 113. | Zformován v červenci 1942. |
| 114. | Zformován v červenci 1942. Prapor se skládal z místních policistů, dobrovolníků z řad sovětských válečných zajatců a mládeže mobilizované k práci. Stejnokroj byl původně litevský, od začátku roku 1943 byli příslušníci oblékáni do tmavě zelených polních stejnokrojů bezpečnostní policie. Prapor neměl hodnostní označení, pouze nosil nárukavní bílou pásku. Prapor byl od počátku organizován jako trestní jednotka, do kterého byli z jiných praporů zařazováni policisté za trest. K 30. dubnu 1943 byla síla praporu 235 osob, jeho výzbroj tvořily pušky a šest lehkých kulometů. Před vstupem Rudé armády do Kyjeva v říjnu 1943 byl posledním policejním plukem, který zůstal ve městě. Po stažení byl doplněn na 400 osob. Dne 24. března 1944 byl obklíčen a zničen Rudou armádou u Kamence Podolského. |
| 115. | Zformován začátkem roku 1942 v Kyjevě z příslušníků OUN. V dubnu 1942 byli gestapem zatýkáni důstojníci spojení s OUN a jejich místa byla doplněna místními dobrovolníky v červenci 1942 na stav 350 mužů. Dne 27. srpna 1942 byl prapor přemístěn do Běloruska, neboť Němci se obávali o jeho loajalitu při nasazení na Ukrajině. V letech 1942 – 1944 se podílel na protipartyzánských operacích proti sovětským partyzánům v Bělorusku. V červenci 1944 byl zařazen do 30. granátnické divize SS (2. ruské). Při nasazení ve Francii proti partyzánům přeběhli na stranu Francouzů. Po osvobození Francie vojáci skončili v Cizinecké legii. Po válce v jejich řadách střežili německé válečné zajatce. |
| 116. | Zformován v červenci 1942 ze sovětských válečných zajatců ve městě Bila Cerkva. Velitelský kádr 17 důstojníků velících četám a rotám byl kompletně složen z osob německé národnosti. Formování, výcvik a operační velení jednotky provádělo německé četnictvo. Počáteční počet mužstva byl asi 300 lidí. Výzbroj trofejní sovětské pušky a tři lehké kulomety, jeden pro každou rotu. Stejnokroj byl zpočátku sovětský, pak litevský a následně černý všeobecných SS. Teprve začátkem roku 1943 byli příslušníci praporu vystrojeni do polních stejnokrojů německé policie. Prapor měl za úkol střežit vojenské objekty, železnici a podílel se na transportu osob na nucené práce. Byl zapojen do protipartyzánského boje i do poprav židovských obyvatel. V dubnu 1943 jeho policisté zastřelili 30 lidí obviněných z vyloupení německého skladu potravin. V dubnu až květnu 1943 byl prapor doplněn o zbytky ze 113. a 120. praporu. V důsledku toho dosáhla síla praporu téměř 600 lidí. V zimě začátkem roku 1944 byl prapor zařazen do divizní bojové skupiny pod velením vyššího vůdce SS a policie Prützmanna. Dne 24. března 1944 byl obklíčen a zničen Rudou armádou u Kamence Podolského. Zbytky personálu byly přiděleny ke službě určené k boji s následky náletů. V březnu až dubnu 1945 byli zařazeni do protitankové brigády „Svobodná Ukrajina“ 2. divize UNA. |
| 117. | Zformován v červenci 1942. |
| 118. | Zformován v červenci 1942 ze sovětských válečných zajatců, poté převelen do Minska. |
| 119. | Zformován v listopadu 1942. |
| 120. | Zformován v listopadu 1942. Jeho zbytky byly v květnu 1943 zařazeny do 116. praporu. |
| 121. | Zformován v listopadu 1942. |
| 122. | Zformován v červenci 1942. |
| 123. | Zformován v červenci 1942. |
| 124. | Zformován v červenci 1942. |
| 125. | Zformován v listopadu 1942. |
| 129. | Zformován v červenci 1942. |
| 130. | Zformován v červenci 1942. |
| 131. | Zformován v červenci 1941. Rozdrcen Rudou armádou v bitvě u Kalugy. |
| 134. | Zformován v listopadu 1942. |
| 136. | Zformován v listopadu 1942 v Černigově z místních dobrovolníků. Kromě ukrajinských členů měl prapor 22 německých důstojníků a nižších velitelů. Výzbroj tvořily sovětské trofejní pušky a velitelé měli pistole. V prosinci 1942 byl prapor přesunut do Sumské oblasti, kde bojoval se sovětskými partyzány. V lednu 1943 zběhlo 6 osob k partyzánům. Němci 10. ledna 1943 zastřelili 150 příslušníků praporu za podezření ze sympatií s partyzány. Díky ztrátám a německým represím zbyla v dubnu 1943 z praporu jen jedna rota. Prapor byl stažen do týlu a přeřazen do služby určené k boji s následky náletů. |
| 137. | Zformován v říjnu 1942. |
| 138. | Zformován v říjnu 1942. |
| 139. | Zformován v říjnu 1942. |
| 140. | Zformován v říjnu 1942. |
| 143. | Zformován v srpnu 1942. |
| 144. | Zformován v srpnu 1942. |
| 145. | Zformován v srpnu 1942. |
| 146. | Zformován v srpnu 1942. |
| 155. | Zformován v listopadu 1942 z krymských Tatarů v Simeferopolu. V lednu 1943 byl prapor rozpuštěn a jeho příslušníci byli převedeni do jiných praporů krymskotatarské pomocné policie. |
| 156. | Zformován v listopadu 1942. |
| 157. | Zformován v listopadu 1942. |
| 158. | Zformován v listopadu 1942. |
| 161. | Zformován v listopadu 1942. |
| 162. | Zformován v listopadu 1942. |
| 163. | Zformován v listopadu 1942. |
| 164. | Zformován v listopadu 1942. |
| 165. | Zformován v listopadu 1942. |
| 166. | Zformován v lednu 1943. |
| 167. | Zformován v lednu 1943. |
| 168. | Zformován v lednu 1943. |
| 169. | Zformován v lednu 1943. |
| 203. | Zformován v lednu 1943 v lublinském obvodu Generálního gouvernementu. Prapor měl být podpůrnou silou pro 3. prapor 25. pluku německé pořádkové policie. Při formování jednotky do ní bylo začleněno 300 dozorců vycvičených ve výcvikovém táboře SS v Trawnikách. Později byli do řad praporu rekrutováni Ukrajinci z oblastí Generálního gouvernementu. |
| 204. | Zformován v lednu až únoru 1943 ve Lvovské oblasti. K 1. únoru 1944 tvořilo personál praporu 32 vyšších důstojníků (z toho 8 Němců), 8 nižších důstojníků (z toho 2 Němci), 232 policistů (z toho 58 Němců), 16 překladatelů a 8 řidičů. Cílem praporu byl boj proti sovětským partyzánům. Předpokládá se, že prapor střežil koncentrační tábor Pustków, kde se vězni údajně zabývali montáží dílů pro V-1 a V-2. V červenci 1943 byl prapor rozšířen na 800 osob a připojil se ke 14. granátnické divizi SS (1. ukrajinské). V letech 1943 a 1944 posílali vůdci OUN-UPA praporu letáky a otevřené dopisy, v nichž vyzývali k ukončení spolupráce s Němci a přechodu na stranu rebelů OUN-UPA, ale tyto snahy byly odmítnuty. Koncem července 1944 byl personál praporu převelen do zálohy 14. divize SS. |
| 205. | Zformován v dubnu 1943. |
| 206. | Zformován v roce 1943. |
| 207. | Zformován v květnu 1944. |
| 208. | Zformován v květnu 1944. |
| 212. | Zformován v roce 1944. |

### 201. prapor bezpečnostní policie

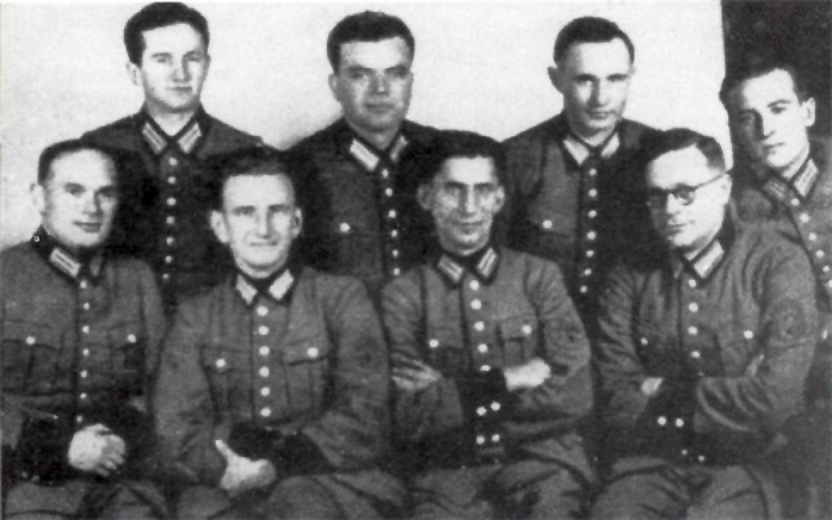
Roman Šuchevyč (druhý zleva, spodní řada) s důstojníky 201. praporu, 1942.

Též nazývaný Ukrajinský legion zformovaný ve Frankfurtu nad Odrou v říjnu 1941 z bývalých vojáků praporu Roland a Nachtigall. Od března do prosince 1942 prapor operoval na území Běloruska pod velením Ericha von dem Bach-Zelewského, tehdejšího náčelníka policie pro sektor středního Ruska.
Rozkaz Reichsführera-SS ze dne 16. září 1941 nařizoval, aby z ukrajinských vojáků obou praporů byl zformován jeden bezpečnostní. Z příslušníků praporů Roland (210 osob) a Nachtigal (288 osob) byl tak sestaven bezpečnostní prapor Roland-Nachtigal. Oba byly v říjnu 1941 převezeny do Frankfurtu nad Odrou. Zde byl dne 21. října 1941 vykonán rozkaz ke sloučení. Ode dne 21. října 1941 vojáci nově vytvořeného praporu procházeli výcvikem a přeškolením na bezpečnostní prapor policie. 
Vojáci měli následující požadavky:
1. Uznání nezávislosti Ukrajiny.
2. Okamžité propuštění zatčených vůdců OUN.
3. Okamžité propuštění zatčených členů ukrajinské politické reprezentace v čele s Jaroslavem Steckem.
4. Zajištění bezpečnosti rodinných příslušníků vojáků praporu.
5. Jednotka bude používána pouze na ukrajinském území.
6. Jednotka bude obsazena pouze vojáky ukrajinské národnosti a jazyka.
7. Práva a povinnosti vojáků budou stejné jako v německé armádě.
8. Vojáci složili přísahu Ukrajině, proto nemohou skládat další přísahy.
9. Jednotka podepíše smlouvu na jeden rok.
10. Smlouvy musí být individuální.

Dne 1. listopadu 1941 předal zástupce německého velení odpověď na poždavky. Byly přijaty pouze poslední čtyři požadavky. Podmínky v nich stanovené, tj. uzavírání individuálních ročních smluv s vojáky a bez složení přísahy Německu, však byly již tehdy standardem pro zacházení se všemi východními příslušníky bezpečnostní policie. Od 25. listopadu 1941, i přes odmítavý postoj německého velení uspokojit většinu požadavků vojáků, uzavřela naprostá většina osob individuální roční smlouvu na službu u bezpečnostní policie počínaje dnem 1. prosince 1941 a konče dnem 1. prosince 1942. Pouze 15 lidí odmítlo podepsat smlouvu. Prapor tak byl vytvořen, dostal číslo 201. a vojáci se stali policisty.
Velitelem praporu se stal formálně Jevgenij Pavlovič Poběguščij, ale skutečné velení měl v rukou německý velitel Wilhelm Mocha a jeho německý zástupce Hoppe. Prapor byl doplněn na stav 650 osob a byl tvořen čtyřmi rotami, ve kterých sloužili jako dozorčí důstojníci další Němci. Národní symboly odlišující je od jiných policistů zatím chyběly. Jen někteří policisté měli odznaky Družiny ukrajinských nacionalistů. Policisté byli vyzbrojeni puškami Mauser M 98 a důstojníci obdrželi pistole. Pro boje v Bělorusku policisté také obdrželi do výzbroje lehké kulomety a minomety.
V březnu 1942 byl prapor převelen z Německa do Běloruska, kde byl dále doplněn o bývalé sovětské válečné zajatce. Dne 22. března 1942 dorazil do vesnice Borovki (rusky Боровки) poblíž města Lepel, kde nahradil 17. prapor Lotyšské pomocné policie. Byl připojen k 62. bezpečnostnímu pluku 201. bezpečnostní divize (německy 201. Sicherungs-Division (Wehrmacht)) k ochraně týlového prostoru skupiny armád Střed. Prapor střežil 12 opevněných základen (německy Stützpunkt) v trojúhelníku Mogilev – Vitebsk – Lepel a také velitelství divize.
V průběhu roku 1942 se účastnil akcí proti partyzánům na území Běloruska. K první ztrátě v praporu došlo, když se policista pokoušel strhnout rudou vlajku vyvěšenou sovětskými partyzány poblíž velitelství praporu a byl zabit výbuchem nástražného zařízení. K největším střetům s partyzány došlo v létě 1942. Dne 29. září 1942 se policistům podařilo zaskočit sovětské partyzány a zlikvidovat jejich pochodovou kolonu při ztrátě dvou lidí. Na oplátku sovětští partyzáni zlikvidovali četu praporu, která odvážela raněné z bitvy do nemocnice. Ztráty byly 22 ukrajinských a 7 německých policistů. Během 9 měsíců svého pobytu v Bělorusku zničil 201. prapor bezpečnosti podle jeho velení více než 2 000 sovětských partyzánů, přičemž ztratil 49 zabitých a 40 zraněných. Policisté za boje s partyzány obdrželi vyznamenání. Anton Fedinišin (ukrajinsky Антон Фединишин) byl vyznamenán Železným křížem II. třídy.
Policisté také mimo služební povinnosti vykonávali operace pro OUN. Pomáhali převést padělané zloté z Krakova do Německa, kde byly směněny za pravé a použity k financování OUN. V listopadu 1942 dva policisté v Kyjevě zavraždili dva členy OUN, kteří se stali informátory SD.
Dne 1. prosince 1942 policistům vypršela smlouva a všichni ukrajinští policisté odmítli pokračovat ve službě. V průběhu následujícího měsíce od 5. prosince 1942 do 14. ledna 1943 byli jeho již bývalí příslušníci převezeni do Lvova. Policisté byli propuštěni ze služby, ale někteří důstojníci byli uvězněni až do dubna 1943. Roman Šuchevyč se vězení vyhnul a odešel do ilegality. Z 22 bývalých vyšších důstojníků praporu jich 13 skončilo v řadách UPA a 9 ve 14. granátnické divizi SS (1. ukrajinské).